# Україна на літніх Олімпійських іграх 1996
Україна брала участь у Літніх Олімпійських іграх 1996 року в Атланті (США) вперше за свою історію та завоювала 23 медалі (9 золотих, 2 срібних і 12 бронзових). Збірну країни представляв 231 спортсмен (146 чоловіків, 85 жінок).

## Медалісти

### Золото
- Інеса Кравець — Легка атлетика, Жінки, потрійний стрибок
- Володимир Кличко — Бокс, Чоловіки, надважка вага
- Рустам Шаріпов — Гімнастика, Чоловіки, бруси
- Лілія Подкопаєва — Гімнастика, Жінки, вільні вправи
- Лілія Подкопаєва — Гімнастика, Жінки, абсолютна першість
- Катерина Серебрянська — Гімнастика, Жінки, особиста першість
- Тимур Таймазов — Важка атлетика, Чоловіки (108 кг)
- В'ячеслав Олейник — Боротьба, Греко-римська боротьба, чоловіки (90 кг)
- Євген Браславець та Ігор Матвієнко — Вітрильний спорт, Чоловіки, 470

### Срібло
- Лілія Подкопаєва — Гімнастика, Жінки, колода
- Інна Фролова, Світлана Мазій, Діна Міфтахутдінова та Олена Ронжина — Академічне веслування, Жінки, парні четвірки

### Бронза
- Олена Садовнича — Стрільба з лука, Жінки, індивідуальна першість
- Олександр Багач — Легка атлетика, Чоловіки, штовхання ядра
- Олександр Крикун — Легка атлетика, Чоловіки, метання молота
- Інга Бабакова — Легка атлетика, Жінки, стрибки у висоту
- Олег Кірюхін — Бокс, перша найлегша вага
- Ігор Коробчинський, Олег Косяк, Григорій Місютін, Володимир Шаменко, Рустам Шаріпов, Олександр Світличний та Юрій Єрмаков — Гімнастика, Чоловіки, командна першість
- Олена Вітриченко — Гімнастика, Жінки, особиста першість
- Денис Готфрід — Важка атлетика, Чоловіки 99 кг
- Андрій Калашников — Боротьба, Чоловіки, греко-римська боротьба (52 кг)
- Ельбрус Тедеєв — Боротьба, Чоловіки, вільна боротьба (62 кг)
- Заза Зазіров — Боротьба, Чоловіки, вільна боротьба (68 кг)
- Олена Пахольчик і Руслана Таран — Вітрильний спорт, Жінки, 470

## Учасники
| Спорт                           | Чоловіки | Жінки | Всього |
| ------------------------------- | -------- | ----- | ------ |
| Академічне веслування           | 14       | 6     | 20     |
| Бадмінтон                       | 1        | 2     | 3      |
| Бокс                            | 7        | 0     | 7      |
| Боротьба                        | 17       | 0     | 17     |
| Баскетбол                       | 0        | 12    | 12     |
| Важка атлетика                  | 7        | 0     | 7      |
| Велоспорт                       | 11       | 1     | 12     |
| Веслування на байдарках і каное | 9        | 4     | 13     |
| Вітрильний спорт                | 10       | 2     | 12     |
| Водне поло                      | 13       | 0     | 13     |
| Волейбол                        | 0        | 12    | 12     |
| Дзюдо                           | 2        | 1     | 3      |
| Легка атлетика                  | 20       | 23    | 43     |
| Плавання                        | 10       | 3     | 13     |
| Стрибки у воду                  | 3        | 3     | 6      |
| Кульова стрільба                | 7        | 2     | 9      |
| Стрільба з лука                 | 3        | 3     | 6      |
| Сучасне п'ятиборство            | 1        | 0     | 1      |
| Спортивна гімнастика            | 7        | 7     | 14     |
| Художня гімнастика              | 0        | 2     | 2      |
| Фехтування                      | 4        | 2     | 6      |
| Всього                          | 146      | 85    | 231    |

## Академічне веслування
Спортсменів — 20
Чоловіки
| Спортсмени | Дисципліна     | Відбіркові заїзди | Відбіркові заїзди | Втішний заїзд | Втішний заїзд | Півфінали | Півфінали | Фінал   | Фінал |
| Спортсмени | Дисципліна     | Час               | Місце             | Час           | Місце         | Час       | Місце     | Час     | Місце |
| --- | -------------- | ----------------- | ----------------- | ------------- | ------------- | --------- | --------- | ------- | ----- |
| Олександр Хіміч | Одиночки       | 7:57.05           | 4 В               | 7:56.15       | 3             | 7:31.24   | Ф Д       | 7:40.54 | 19    |
| Олександр Марченко Олександр Заскалько Микола Чуприна Леонід Шапошніков                                                                         | Парні четвірки | 6:13.04           | 4 В               | 5:51.51       | 2 ПФ А/Б      | 6:05.65   | 4 Ф Б     | 5:53.46 | 7     |
| Євгеній Шаронін Роман Гриневич Віталій Раєвський Валерій Самара Олег Ликов Ігор Мартиненко Ігор Могильний Олександр Капустін Григорій Дмитренко | Вісімки        | 5:55.32           | 5 В               | 5:42.43       | 4 Ф Б         | Н/Д       | Н/Д       | 5:44.89 | 10    |

Жінки
| Спортсмени                                                    | Дисципліна     | Відбіркові заїзди | Відбіркові заїзди | Втішний заїзд | Втішний заїзд | Півфінали | Півфінали | Фінал   | Фінал |
| Спортсмени                                                    | Дисципліна     | Час               | Місце             | Час           | Місце         | Час       | Місце     | Час     | Місце |
| ------------------------------------------------------------- | -------------- | ----------------- | ----------------- | ------------- | ------------- | --------- | --------- | ------- | ----- |
| Тетяна Устюжаніна Олена Реутова                               | Парні двійки   | 7:27.12           | 3 Q               | Н/Д           | Н/Д           | 7:28.53   | 5 Ф Б     | 6:53.96 | 8     |
| Олена Ронжина Інна Фролова Світлана Мазій Діна Міфтахутдінова | Парні четвірки | 6:46.17           | 4 В               | 6:19.11       | 1 Ф А         | Н/Д       | Н/Д       | 6:30.36 | 2     |

## Бадмінтон
Спортсменів — 3
| Спортсмени                             | Змагання    | Раунд 1/32                               | Раунд 1/16                                           | Раунд 1/8        | Чвертьфінал      | Півфінал         | Фінал            | Фінал |
| Спортсмени                             | Змагання    | Суперник Рахунок                         | Суперник Рахунок                                     | Суперник Рахунок | Суперник Рахунок | Суперник Рахунок | Суперник Рахунок | Місце |
| -------------------------------------- | ----------- | ---------------------------------------- | ---------------------------------------------------- | ---------------- | ---------------- | ---------------- | ---------------- | ----- |
| Владислав Дружченко                    | чоловіки    | Н/Д                                      | Поуль-Ерік Хейєр Ларсен (DEN) Поразка 7-15, 6-15     | Завершив виступ  | Завершив виступ  | Завершив виступ  | Завершив виступ  | 17    |
| Олена Ноздрань                         | жінки       | Заріна Абдуллах (SIN) Поразка 3-11, 0-11 | Завершила виступ                                     | Завершила виступ | Завершила виступ | Завершила виступ | Завершила виступ | 33    |
| Вікторія Євтушенко Олена Ноздрань      | жінки, пари | Н/Д                                      | Чен Їн Пень Ксінгуон (CHN) Поразка 2-15, 15-11, 1-15 | Завершили виступ | Завершили виступ | Завершили виступ | Завершили виступ | 17    |
| Вікторія Євтушенко Владислав Дружченко | мікст       | Н/Д                                      | Міхаел Согаард Рікке Олсен (DEN) Поразка 5-15, 5-15  | Завершили виступ | Завершили виступ | Завершили виступ | Завершили виступ | 17    |

## Баскетбол
Жіноча баскетбольна команда України завершила турнір на 4-му місці.

### Група В
| Команда        | Виграші | Поразки | Забито | Пропущено | Різниця | Очки | Примітки |
| -------------- | ------- | ------- | ------ | --------- | ------- | ---- | -------- |
| США            | 5       | 0       | 507    | 339       | +168    | 10   |          |
| Україна        | 3       | 2       | 354    | 358       | −4      | 8    | [ 1 ]    |
| Австралія      | 3       | 2       | 369    | 319       | +50     | 8    |          |
| Куба           | 2       | 3       | 365    | 377       | −12     | 7    | [ 2 ]    |
| Південна Корея | 2       | 3       | 347    | 389       | −42     | 7    |          |
| Заїр           | 0       | 5       | 287    | 447       | −160    | 5    |          |

| 21 липня | звіт | Заїр | 65–81 | Україна |  | коледж Морхауз (Атланта) |

Україна: Руслана Кириченко (5),  Вікторія Буренок (2), Олена Маренчікова (12), Олена Оберемко (2), Вікторія Парадіз, Марина Ткаченко (27), Вікторія Лелека, Оксана Довгалюк (3), Діана Садовникова (10), Наталія Сильянова (6), Ольга Шляхова (6), Людмила Назаренко (8).
| 23 липня | звіт | Україна | 65–98 | США |  | коледж Морхауз (Атланта) |

Україна: Руслана Кириченко (6), Вікторія Буренок (13), Олена Маренчікова (11), Марина Ткаченко (13), Вікторія Лелека (2), Оксана Довгалюк, Діана Садовникова (4), Наталія Сильянова, Ольга Шляхова (2), Людмила Назаренко (14).
США: Тереза Едвардс (10), Дон Стейлі (6), Руті Болтон (21), Шеріл Свупс (11), Дженіфер Ейзі, Ліза Леслі (12), Карла Макгі (2), Кеті Стедінг, Катріна Макклейн (17), Ребекка Лобо (7), Вінус Лейсі (4), Ніккі Маккрей (8).
| 25 липня | звіт | Південна Корея | 72–67 | Україна |  | коледж Морхауз (Атланта) |

Україна: Руслана Кириченко (5), Вікторія Буренок (4), Олена Маренчікова (17), Марина Ткаченко (21), Оксана Довгалюк, Наталія Сильянова (4), Ольга Шляхова (6), Людмила Назаренко (10).
| 27 липня | звіт | Україна | 87–75 | Куба |  | коледж Морхауз (Атланта) |

Україна: Руслана Кириченко (3), Олена Маренчікова (22), Олена Оберемко (2), Марина Ткаченко (19), Діана Садовникова (6), Наталія Сильянова (4), Ольга Шляхова (12), Людмила Назаренко (19).
| 29 липня | звіт | Україна | 54–48 | Австралія |  | коледж Морхауз (Атланта) |

Україна: Руслана Кириченко (2), Вікторія Буренок (4), Олена Маренчікова (4), Олена Оберемко (6), Марина Ткаченко (10), Оксана Довгалюк (15), Діана Садовникова, Наталія Сильянова, Ольга Шляхова,  Людмила Назаренко (13).

### Плей-оф
| 31 липня чвертьфінал | звіт | Україна | 59–50 | Італія |  | коледж Морхауз (Атланта) |

Україна: Руслана Кириченко (4), Вікторія Буренок (4), Олена Маренчікова (15), Марина Ткаченко (9), Оксана Довгалюк (5), Діана Садовникова (2), Наталія Сильянова (4), Людмила Назаренко (16).
Італія: Стефанія Зануссі (2), Сусанна Бонфільйо (8), Мара Фуллін (10), Єлена Папараццо (9), Валентина Гарделлін, Ніколетта Каселін, Вівіанна Баллабіо (6), Катаріна Полліні (13), Джузеппіна Туфано (2), Лоренца Арнетолі.
| 2 серпня півфінал | звіт | Бразилія | 81–60 | Україна |  | коледж Морхауз (Атланта) |

Україна: Руслана Кириченко, Вікторія Буренок (10), Олена Маренчікова (15), Олена Оберемко (2), Вікторія Парадіз, Марина Ткаченко (3), Вікторія Лелека (8),  Оксана Довгалюк (4),  Діана Садовникова (6), Наталія Сильянова, Ольга Шляхова (8), Людмила Назаренко (4).
| 4 серпня матч за бронзу | звіт | Австралія | 66–56 | Україна |  | коледж Морхауз (Атланта) |

Україна: Руслана Кириченко, Вікторія Буренок, Олена Маренчікова (16), Олена Оберемко, Марина Ткаченко (7), Вікторія Лелека (2), Оксана Довгалюк (4), Діана Садовникова (4), Наталія Сильянова (14), Людмила Назаренко (9).

### Статистика
Сумарні показники виступу на турнірі баскетболісток збірної України:
| Номер | Спортсменка       | Матчі | Хв. | Очки | Ср. |
| ----- | ----------------- | ----- | --- | ---- | --- |
| 4     | Руслана Кириченко | 8     | 145 | 25   |     |
| 5     | Вікторія Буренок  | 7     | 113 | 37   |     |
| 6     | Олена Маренчікова | 8     | 237 | 112  |     |
| 7     | Олена Оберемко    | 5     | 57  | 12   |     |
| 8     | Вікторія Парадіз  | 2     | 11  | 0    |     |
| 9     | Марина Ткаченко   | 8     | 235 | 109  |     |
| 10    | Вікторія Лелека   | 4     | 24  | 12   |     |
| 11    | Оксана Довгалюк   | 7     | 128 | 31   |     |
| 12    | Діана Садовникова | 7     | 100 | 32   |     |
| 13    | Наталія Сильянова | 8     | 108 | 32   |     |
| 14    | Ольга Шляхова     | 6     | 93  | 34   |     |
| 15    | Людмила Назаренко | 8     | 249 | 93   |     |

- Головний тренер: Володимир Рижов.

## Боротьба
Спортсменів — 17
Вільна боротьба
| Спортсмен         | Категорія | Раунд 1                              | Раунд 2                            | Раунд 3                                        | Раунд 4                        | Раунд 5                                  | Раунд 6                               | Фінал / 3-тє місце / 5-те місце / 7-ме місце | Фінал / 3-тє місце / 5-те місце / 7-ме місце |
| Спортсмен         | Категорія | Суперник Результат                   | Суперник Результат                 | Суперник Результат                             | Суперник Результат             | Суперник Результат                       | Суперник Результат                    | Суперник Результат                           | Місце                                        |
| ----------------- | --------- | ------------------------------------ | ---------------------------------- | ---------------------------------------------- | ------------------------------ | ---------------------------------------- | ------------------------------------- | -------------------------------------------- | -------------------------------------------- |
| Віктор Єфтені     | 48 кг     | Вугар Оруджев (RUS) Перемога 6-5     | Кім Іль Йон (PRK) Поразка 0-3      | Лувшан-Ішхін Сергеленбаатар (MGL) Перемога 5-1 | Алексіс Віла (CUB) Поразка 0-8 | Завершив виступ                          | Завершив виступ                       | Завершив виступ                              | 10                                           |
| Володимир Тогузов | 52 кг     | Омар Кедьяуер (ALG) Перемога 10-0    | Маулен Мамиров (KAZ) Поразка 1-3   | Чечен Монгуш (RUS) Поразка 1-2                 | Завершив виступ                | Завершив виступ                          | Завершив виступ                       | Завершив виступ                              | 10                                           |
| Асланбек Фідаров  | 57 кг     | Дамір Захартдінов (UZB) Поразка 3-5  | Аріф Абдуллаєв (AZE) Поразка 0-11  | Завершив виступ                                | Завершив виступ                | Завершив виступ                          | Завершив виступ                       | Завершив виступ                              | 18                                           |
| Ельбрус Тедеєв    | 62 кг     | Тааярт ду Плессіс (RSA) Перемога 5-1 | Іштван Деметер (HUN) Перемога 11-1 | Чан Дже Сон (KOR) Поразка 1-3                  | Н/Д                            | Раміль Ісламов (UZB) Перемога 5-4        | Джованні Стілаччі (ITA) Перемога 10-3 | Такахіро Вада (JPN) Перемога 3-1             | 3                                            |
| Заза Зазіров      | 68 кг     | Ібо Озіті (NGR) Перемога 10-0        | Кулльо Кьойф (EST) Перемога 5-0    | Вадим Богієв (RUS) Поразка 4-6                 | Олег Гоголь (BLR) Перемога 6-1 | Н/Д                                      | Хвань Сань Хо (KOR) Перемога 7-0      | Йосвані Санчес (CUB) Перемога 8-6            | 3                                            |
| Сергій Губринюк   | 82 кг     | Орландо Роса (PUR) Перемога 3-1      | Лес Гютчес (USA) Поразка 0-4       | Лукман Джабраілов (MDA) Поразка 0-3            | Завершив виступ                | Завершив виступ                          | Завершив виступ                       | Завершив виступ                              | 16                                           |
| Джамболат Тадеєв  | 90 кг     | Роберт Костецкі (POL) Перемога 5-4   | Хейко Бальц (GER) Перемога 4-1     | Н/Д                                            | Расул Хадем (IRI) Поразка 0-3  | Н/Д                                      | Куртанідзе Ельдар (GEO) Поразка 4-10  | Віктор Кодей (NGR) Перемога 12-0             | 5                                            |
| Сагід Муртазалієв | 100 кг    | Н/Д                                  | Арават Сабеєв (GER) Перемога 13-3  | Курт Енгл (USA) Поразка 3-4                    | Олег Ладік (CAN) Перемога 4-1  | Сергій Ковалевський (BLR) Поразка 4-8    | Н/Д                                   | Олег Ладік (CAN) Перемога 3-1                | 7                                            |
| Мераб Валієв      | 130 кг    | Махмут Демір (TUR) Поразка 1-1       | Н/Д                                | Амарейт Сайх (GBR) Перемога 4-0                | Фень Айгань (CHN) Перемога 3-1 | Олександр Ковалевський (KGZ) Поразка 1-3 | Н/Д                                   | Петрос Бурдіуліс (GRE) Перемога 5-1          | 7                                            |

Греко-римська боротьба
| Спортсмен          | Категорія | Раунд 1                                | Раунд 2                                  | Раунд 3                              | Раунд 4                                | Раунд 5                              | Раунд 6                                  | Фінал / 3-тє місце / 5-те місце / 7-ме місце | Фінал / 3-тє місце / 5-те місце / 7-ме місце |
| Спортсмен          | Категорія | Суперник Результат                     | Суперник Результат                       | Суперник Результат                   | Суперник Результат                     | Суперник Результат                   | Суперник Результат                       | Суперник Результат                           | Місце                                        |
| ------------------ | --------- | -------------------------------------- | ---------------------------------------- | ------------------------------------ | -------------------------------------- | ------------------------------------ | ---------------------------------------- | -------------------------------------------- | -------------------------------------------- |
| Андрій Калашников  | 52 кг     | Армен Назарян (ARM) Поразка 0-10       | Паппу Джадав (IND) Перемога 11-0         | Валентін Ребегеа (ROU) Перемога 3-1  | Альфред Тер-Мкртчян (GER) Перемога 4-0 | Даріуш Яблонський (POL) Перемога 8-5 | Йордан Анєв (BUL) Перемога 5-0           | Самвел Даниелян (RUS) Перемога 4-1           | 3                                            |
| Руслан Хакумов     | 57 кг     | Ремігіюс Сукавіціус (LTU) Перемога 5-1 | Агасі Манукян (ARM) Перемога 11-0        | Юрій Мельниченко (KAZ) Поразка 1-8   | Аігарс Янсонс (LAT) Перемога 9-4       | Н/Д                                  | Ріфат Їлдиз (GER) Перемога 3-2           | Шен Цзетянь (CHN) Поразка 0-4                | 4                                            |
| Григорій Комишенко | 62 кг     | Вінстон Сантос (VEN) Перемога 10-0     | Мхітар Манукян (ARM) Перемога 3-2        | Н/Д                                  | Влодзімеж Завадський (POL) Поразка 2-8 | Н/Д                                  | Махмет Пірім (TUR) Поразка 1-2           | Іван Раднєв (BUL) Поразка 0-3                | 6                                            |
| Рустам Аджі        | 68 кг     | Марко Юлі-Ханнуксела (FIN) Поразка 2-6 | Кім Йондж Іль (KOR) Перемога 2-1         | Олександр Третяков (RUS) Поразка 1-3 | Завершив виступ                        | Завершив виступ                      | Завершив виступ                          | Завершив виступ                              | 13                                           |
| Артур Дзігасов     | 74 кг     | Назмі Авлуджа (TUR) Перемога 3-0       | Ерік Хах (GER) Перемога 2-1              | Н/Д                                  | Марко Асель (FIN) Поразка 0-10         | Н/Д                                  | Йозеф Трач (POL) Поразка 1-3             | Мнацікан Іскандарян (RUS) Поразка WDR        | 6                                            |
| В'ячеслав Олійник  | 90 кг     | Фахрудін Годзіч (BIH) Перемога 12-0    | Сергій Матвієнко (KAZ) Перемога 4-1      | Майк Булльманн (GER) Перемога 4-2    | Хаккі Басар (TUR) Перемога 3-0         | Н/Д                                  | Н/Д                                      | Яцек Фабінські (POL) Перемога 6-0            | 1                                            |
| Георгій Салдадзе   | 100 кг    | Хуан Гілярдо (COL) Перемога 4-0        | Теймураз Едішерашвілі (RUS) Перемога 6-3 | Мікаель Юнгберг (SWE) Поразка 0-5    | Ігор Грабоветчі (MDA) Поразка 2-2      | Н/Д                                  | Н/Д                                      | Тодор Манов (BUL) Перемога WO                | 7                                            |
| Петро Коток        | 130 кг    | Рауль Дгварелі (TJK) Перемога 5-0      | Метт Гаффарі (USA) Поразка 0-3           | Гіоргій Кекес (HUN) Перемога 4-0     | Юха Агокас (FIN) Перемога 2-0          | Н/Д                                  | Панагіотіс Поікілідіс (GRE) Перемога 3-1 | Сергій Мурейко (MDA) Поразка 0-1             | 4                                            |

## Бокс
Спортсменів — 7
Україну на XXVI літніх Олімпійських іграх 1996 року в Атланті представляли 7 боксерів, які вибороли 2 олімпійські медалі. Наймолодший з них — Євген Шестаков (19 років 309 днів), найстарший — Ростислав Зауличний (27 років 322 дні).
| Спортсмен           | Вагова категорія | Раунд 1/32                               | Раунд 1/16                            | Чвертьфінал                           | Півфінал                          | Фінал                              | Фінал |
| Спортсмен           | Вагова категорія | Суперник Результат                       | Суперник Результат                    | Суперник Результат                    | Суперник Результат                | Суперник Результат                 | Місце |
| ------------------- | ---------------- | ---------------------------------------- | ------------------------------------- | ------------------------------------- | --------------------------------- | ---------------------------------- | ----- |
| Олег Кирюхін        | До 48 кг         | Абдул Рашид Камбрані (PAK) Перемога 17-3 | Беібіс Мендоса (COL) Перемога 18-6    | Альберт Гуардадо (USA) Перемога 19-14 | Данієль Петров (BUL) Поразка 8-17 | Не проходить                       | 3     |
| Сергій Ковганко     | До 51 кг         | Дарвін Ангелес (HON) Перемога 12-6       | Булат Жумаділов (KAZ) Поразка 4-21    | Не проходить                          | Не проходить                      | Не проходить                       | 9     |
| Євген Шестаков      | До 57 кг         | Серафім Тодоров (BUL) Поразка 4-11       | Не проходить                          | Не проходить                          | Не проходить                      | Не проходить                       | 17    |
| Сергій Дзиндзирук   | До 67 кг         | Паркпум Джангпонак (THA) Перемога 20-10  | Хасан Ал (DEN) Поразка 4-10           | Не проходить                          | Не проходить                      | Не проходить                       | 9     |
| Сергій Городнічов   | До 71 кг         | Альберт Еромоселе (NIG) Перемога 18-4    | Альфредо Дуверхель (CUB) Поразка 2-15 | Не проходить                          | Не проходить                      | Не проходить                       | 9     |
| Ростислав Зауличний | До 81 кг         | Тимур Ібрагімов (UZB) Поразка 3-7        | Не проходить                          | Не проходить                          | Не проходить                      | Не проходить                       | 17    |
| Володимир Кличко    | Понад 91 кг      | Н/Д                                      | Лоренс Клей-Бей (USA) Перемога 10-8   | Аттіла Левін (SWE) Перемога TKO 1     | Олексій Лєзін (RUS) Перемога 4-1  | Паеа Вольфграмм (TON) Перемога 7-3 | 1     |

## Важка атлетика
Спортсменів — 7
| Спортсмен             | Категорія | Ривок     | Ривок | Поштовх   | Поштовх | Всього | Місце |
| Спортсмен             | Категорія | Результат | Місце | Результат | Місце   | Всього | Місце |
| --------------------- | --------- | --------- | ----- | --------- | ------- | ------ | ----- |
| Олексій Хижняк        | до 70 кг  | 142.5     | 17    | 177.5     | 14      | 320.0  | 15    |
| Олександр Блишчук     | до 83 кг  | 167.5     | 5     | —         | —       | —      | —     |
| Олег Чумак            | до 91 кг  | 167.5     | 8     | 212.5     | 4       | 380.0  | 7     |
| Денис Готфрід         | до 99 кг  | 187.5     | 2     | 215.0     | 3       | 402.5  | 3     |
| Станіслав Рибальченко | до 99 кг  | 182.5     | 4     | 212.5     | 6       | 395.0  | 4     |
| Тимур Таймазов        | до 108 кг | 195.0     | 2     | 235.0     | 1       | 430.0  | 1     |
| Ігор Разорьонов       | до 108 кг | —         | —     | —         | —       | —      | —     |

## Веслування на байдарках і каное
Спортсменів — 13
Чоловіки
| Спортсмен                                                          | Дисципліна | Попередній заїзд | Попередній заїзд | Втішний заїзд | Втішний заїзд | Півфінал | Півфінал | Фінал            | Фінал            |
| Спортсмен                                                          | Дисципліна | Час              | Місце            | Час           | Місце         | Час      | Місце    | Час              | Місце            |
| ------------------------------------------------------------------ | ---------- | ---------------- | ---------------- | ------------- | ------------- | -------- | -------- | ---------------- | ---------------- |
| Михайло Сливинський                                                | К-1 500 м  | 1:54.283         | 4Q               | Н/Д           | Н/Д           | 1:52.093 | 1Q       | 1:51.714         | 4                |
| Роман Бундз                                                        | К-1 1000 м | 4:26.555         | 2Q               | Н/Д           | Н/Д           | Н/Д      | Н/Д      | 4:02.078         | 7                |
| Олександр Литвиненко Олексій Іграєв                                | К-2 500 м  | 1:46.652         | 2Q               | Н/Д           | Н/Д           | 1:51.010 | 9        | Завершили виступ | Завершили виступ |
| Олександр Литвиненко Олексій Іграєв                                | К-2 1000 м | 4:13.363         | 6Q               | Н/Д           | Н/Д           | 3:46.845 | 3        | Завершили виступ | Завершили виступ |
| Владислав Терещенко                                                | Б-1 500 м  | 1:45.623         | 7Q               | 1:44.143      | 5Q            | 1:41.883 | 6        | Завершив виступ  | Завершив виступ  |
| Владислав Терещенко                                                | Б-1 1000 м | 3:51.772         | 5Q               | 4:08.681      | 4Q            | 3:55.649 | 9        | Завершив виступ  | Завершив виступ  |
| В'ячеслав Куліда Олексій Слівінський Андрій Борзуков Андрій Петров | Б-4 1000 м | 3:16.297         | 6Q               | Н/Д           | Н/Д           | 3:05.643 | 4        | Завершили виступ | Завершили виступ |

Жінки
| Спортсмен                                                         | Дисципліна | Попередній заїзд | Попередній заїзд | Втішний заїзд | Втішний заїзд | Півфінал | Півфінал | Фінал            | Фінал            |
| Спортсмен                                                         | Дисципліна | Час              | Місце            | Час           | Місце         | Час      | Місце    | Час              | Місце            |
| ----------------------------------------------------------------- | ---------- | ---------------- | ---------------- | ------------- | ------------- | -------- | -------- | ---------------- | ---------------- |
| Ганна Балабанова Катерина Юрченко                                 | Б-2 500 м  | 1:48.436         | 4Q               | 1:54.373      | 3Q            | 1:48.857 | 7        | Завершили виступ | Завершили виступ |
| Ганна Балабанова Наталія Феклісова Тетяна Теклян Катерина Юрченко | Б-4 500 м  | 1:43.381         | 6Q               | Н/Д           | Н/Д           | 1:40.092 | 4        | Завершили виступ | Завершили виступ |

## Водне поло
Збірна Україна завершила змагання на останньому 12 місці.
Група B
|    | Команда  | Очки | Ігри | Виграші | Нічиї | Поразки | Забито | Пропущено | Різниця |
| -- | -------- | ---- | ---- | ------- | ----- | ------- | ------ | --------- | ------- |
| 1. | Італія   | 10   | 5    | 5       | 0     | 0       | 48     | 38        | +10     |
| 2. | США      | 8    | 5    | 4       | 0     | 1       | 45     | 37        | +8      |
| 3. | Хорватія | 6    | 5    | 3       | 0     | 2       | 51     | 39        | +12     |
| 4. | Греція   | 4    | 5    | 2       | 0     | 3       | 37     | 38        | –1      |
| 5. | Румунія  | 1    | 5    | 0       | 1     | 4       | 31     | 45        | –14     |
| 6. | Україна  | 1    | 5    | 0       | 1     | 4       | 33     | 48        | –15     |

- 20 липня 1996

| Румунія | 6 – 6 | Україна |

- 21 липня 1996

| Італія | 8 – 6 | Україна |

- 22 липня 1996

| США | 9 – 7 | Україна |

- 23 липня 1996

| Хорватія | 16 – 8 | Україна |

- 24 липня 1996

| Греція | 9 – 6 | Україна |

Турнір за 9-12 місця
|     | Команда    | Очки | Ігри | Виграші | Нічиї | Поразки | Забито | Пропущено | Різниця |
| --- | ---------- | ---- | ---- | ------- | ----- | ------- | ------ | --------- | ------- |
| 9.  | Німеччина  | 6    | 3    | 3       | 0     | 0       | 29     | 16        | +13     |
| 10. | Нідерланди | 3    | 3    | 1       | 1     | 1       | 25     | 26        | –1      |
| 11. | Румунія    | 2    | 3    | 1       | 0     | 2       | 25     | 28        | –3      |
| 12. | Україна    | 1    | 3    | 0       | 1     | 2       | 21     | 30        | –9      |

- 26 липня 1996

| Німеччина | 10 – 4 | Україна |

- 27 липня 1996

| Румунія | 11 – 8 | Україна |

- 28 липня 1996

| Нідерланди | 9 – 9 | Україна |

Склад
- Андрій Коваленко
- Дмитро Андрієв
- Ігор Горбач
- Вадим Кебало
- Віталій Халчайцький
- В'ячеслав Костанда
- Олександр Потульницький
- Вадим Рождественський
- Вадим Скуратов
- Анатолій Солодун
- Дмитро Стратан
- Олег Володимиров
- Олексій Єгоров

## Волейбол
Група А
|    | Команда        | Очки | Ігри | Виграші | Поразки | Забито | Пропущено | Співвідношення З/П | Виграні сети | Програні сети | Співвідношення В/П |
| -- | -------------- | ---- | ---- | ------- | ------- | ------ | --------- | ------------------ | ------------ | ------------- | ------------------ |
| 1. | КНР            | 10   | 5    | 5       | 0       | 256    | 181       | 1.414              | 15           | 3             | 5.000              |
| 2. | США            | 9    | 5    | 4       | 1       | 241    | 198       | 1.217              | 13           | 5             | 2.600              |
| 3. | Нідерланди     | 8    | 5    | 3       | 2       | 211    | 179       | 1.179              | 10           | 7             | 1.429              |
| 4. | Південна Корея | 7    | 5    | 2       | 3       | 249    | 222       | 1.122              | 10           | 9             | 1.111              |
| 5. | Японія         | 6    | 5    | 1       | 4       | 158    | 199       | 0.794              | 3            | 12            | 0.250              |
| 6. | Україна        | 5    | 5    | 0       | 5       | 89     | 225       | 0.396              | 0            | 15            | 0.000              |

- Субота, 1996-07-20

|  | США | 3–0 | Україна | (15- 8 15- 5 15-11) |

- Понеділок, 1996-07-22

|  | Японія | 3–0 | Україна | (15- 9 15- 5 15- 4) |

- Середа, 1996-07-24

|  | Південна Корея | 3–0 | Україна | (15- 3 15-10 15- 7) |

- П'ятниця, 1996-07-26

|  | КНР | 3–0 | Україна | (15- 4 15- 4 15- 6) |

- Неділя, 1996-07-28

|  | Нідерланди | 3–0 | Україна | (15- 3 15- 5 15- 5) |

Склад
- Наталія Боженова
- Юлія Буєва
- Тетяна Іванюшкіна
- Ольга Коломієць
- Алла Кравець
- Олена Кривоносова
- Вікторія Матешук
- Регіна Милосердова
- Ольга Павлова
- Марія Полякова
- Олена Сидоренко
- Олександра Фоміна
- Головний тренер Гарій Єгіазаров

## Дзюдо
Спортсменів — 3
Чоловіки
| Спортсмен        | Дисципліна | Раунд 1/64         | Раунд 1/32                             | Раунд 1/16                              | Чвертьфінал        | Півфінал           | Втішний поєдинок 1                      | Втішний поєдинок 2 | Втішний поєдинок 3 | Фінал/3 місце      | Фінал/3 місце |
| Спортсмен        | Дисципліна | Суперник Результат | Суперник Результат                     | Суперник Результат                      | Суперник Результат | Суперник Результат | Суперник Результат                      | Суперник Результат | Суперник Результат | Суперник Результат | Місце         |
| ---------------- | ---------- | ------------------ | -------------------------------------- | --------------------------------------- | ------------------ | ------------------ | --------------------------------------- | ------------------ | ------------------ | ------------------ | ------------- |
| Карен Балаян     | -78 кг     | Н/Д                | Джейсон Морріс (USA) Поразка 0000-0100 | Завершив виступ                         | Завершив виступ    | Завершив виступ    | Завершив виступ                         | Завершив виступ    | Завершив виступ    | Завершив виступ    | 21            |
| Руслан Машуренко | -86 кг     | Н/Д                | Стів Маррей (AHO) Перемога 1000-0000   | Адріан Кроітору (ROU) Поразка 0000-1000 | Завершив виступ    | Завершив виступ    | Хідехіко Йошіда (JPN) Поразка 0000-1000 | Завершив виступ    | Завершив виступ    | Завершив виступ    | 13            |

Жінки
| Спортсмен      | Дисципліна | Раунд 1/32                                     | Раунд 1/16                             | Чвертьфінал                            | Півфінал                             | Втішний поєдинок 1 | Втішний поєдинок 2 | Втішний поєдинок 3 | Фінал                                 | Фінал |
| Спортсмен      | Дисципліна | Суперник Результат                             | Суперник Результат                     | Суперник Результат                     | Суперник Результат                   | Суперник Результат | Суперник Результат | Суперник Результат | Суперник Результат                    | Місце |
| -------------- | ---------- | ---------------------------------------------- | -------------------------------------- | -------------------------------------- | ------------------------------------ | ------------------ | ------------------ | ------------------ | ------------------------------------- | ----- |
| Тетяна Бєляєва | -72 кг     | Марі Мішель Сент Луїс (MRI) Перемога 1000-0000 | Сімона Ріхтер (ROU) Перемога 1000-0000 | Іленія Скапін (ITA) Перемога 1000-0000 | Улла Вербрук (BEL) Поразка 0000-1000 | Н/Д                | Н/Д                | Н/Д                | Діаденіс Луна (CUB) Поразка 0000-0010 | 17    |

## Легка атлетика
Чоловіки
Трекові і шосейні дисципліни
| Спортсмен                                                         | Дисципліна         | Забіг     | Забіг | Чвертьфінал     | Чвертьфінал     | Півфінали       | Півфінали       | Фінал           | Місце           |
| Спортсмен                                                         | Дисципліна         | Результат | Місце | Результат       | Місце           | Результат       | Місце           | Результат       | Місце           |
| ----------------------------------------------------------------- | ------------------ | --------- | ----- | --------------- | --------------- | --------------- | --------------- | --------------- | --------------- |
| Сергій Осович                                                     | 100 м              | 10.29     | 3 Q   | 10.38           | 7               | Завершив виступ | Завершив виступ | Завершив виступ | Завершив виступ |
| Костянтин Рибак                                                   | 100 м              | 10.37     | 2 Q   | 10.47           | 7               | Завершив виступ | Завершив виступ | Завершив виступ | Завершив виступ |
| Владислав Долоходін                                               | 200 м              | 20.57     | 2 Q   | 20.65           | 6               | Завершив виступ | Завершив виступ | Завершив виступ | Завершив виступ |
| Андрій Булковський                                                | 1500 м             | 3:53.20   | —     | Завершив виступ | Завершив виступ | Завершив виступ | Завершив виступ | Завершив виступ | Завершив виступ |
| Віталій Попович                                                   | Ходьба на 50 км    | Н/Д       | Н/Д   | Н/Д             | Н/Д             | Н/Д             | Н/Д             | Не фінішував    | Не фінішував    |
| Пйотро Сарафінюк                                                  | Марафон            | Н/Д       | Н/Д   | Н/Д             | Н/Д             | Н/Д             | Н/Д             | 2:20.37         | 43              |
| Костянтин Рибак Сергій Осович Олег Крамаренко Владислав Долоходін | Естафета 4 × 100 м | 38.90     | q     | Н/Д             | Н/Д             | 38.56           |                 | 38.55           | 4               |

Технічні дисципліни
| Спортсмен           | Дисципліна         | Кваліфікація       | Кваліфікація   | Фінал              | Місце           |
| Спортсмен           | Дисципліна         | Результат в метрах | Місце          | Результат в метрах | Місце           |
| ------------------- | ------------------ | ------------------ | -------------- | ------------------ | --------------- |
| Андрій Хахановський | Метання диска      | 57.90              | 28             | Завершив виступ    | Завершив виступ |
| Віталій Сідоров     | Метання диска      | 63.42              | Q              | 63.78              | 7               |
| Олександр Крикун    | Метання молота     | 75.78              | 10 q           | 80.02              | 3               |
| Андрій Скварук      | Метання молота     | 77.48              | 6 Q            | 79.92              | 4               |
| Олександр Багач     | Штовхання ядра     | 20.23              | 5 Q            | 20.75              | 3               |
| Олександр Клименко  | Штовхання ядра     | 19.45              | 10 q           | Без результату     | Без результату  |
| Роман Вірастюк      | Штовхання ядра     | 19.81              | 7 Q            | 20.45              | 6               |
| Володимир Кравченко | Потрійний стрибок  | 16.90              | 8 q            | 16.62              | 10              |
| В'ячеслав Тиртишник | Стрибки у висоту   | 2.26               | 16             | Завершив виступ    | Завершив виступ |
| Сергій Бубка        | Стрибки з жердиною | Не стартував       | Не стартував   | Завершив виступ    | Завершив виступ |
| Василь Бубка        | Стрибки з жердиною | Без результату     | Без результату | Завершив виступ    | Завершив виступ |
| Віталій Кириленко   | Стрибки у довжину  | 7.77               | 26             | Завершив виступ    | Завершив виступ |

Багатоборство — Десятиборство
| Спортсмен        | Змагання  | 100 м | Стрибок у довжину | Штовхання ядра | Стрибок у висоту | 400 м | 110 м з бар'єрами | Метання диска | Стрибок із жердиною | Метання спису | 1500 м  | Сума очок    | Місце        |
| ---------------- | --------- | ----- | ----------------- | -------------- | ---------------- | ----- | ----------------- | ------------- | ------------------- | ------------- | ------- | ------------ | ------------ |
| Віталій Колпаков | Результат | 11.15 | 7.53              | 14.33          | 2.07             | 48.12 | 14.30             | 45.66         | 4.80                | 53.58         | 5:05.41 | 8025         | 22           |
| Віталій Колпаков | Очки      |       |                   |                |                  |       |                   |               |                     |               |         | 8025         | 22           |
| Лев Лободін      | Результат | 10.85 | 7.35              | 15.57          | 1.95             | 48.96 | DNF               | —             | —                   | —             | —       | Не фінішував | Не фінішував |
| Лев Лободін      | Очки      |       |                   |                |                  |       | 0                 | —             | —                   | —             | —       | Не фінішував | Не фінішував |

## Плавання
Чоловіки
| Спортсмен                                                            | Дисципліна            | Заплив   | Заплив | Фінал Б          | Фінал Б          | Фінал            | Фінал            |
| Спортсмен                                                            | Дисципліна            | Час      | Місце  | Час              | Місце            | Час              | Місце            |
| -------------------------------------------------------------------- | --------------------- | -------- | ------ | ---------------- | ---------------- | ---------------- | ---------------- |
| Олександр Джабурія                                                   | 100 м брасом          | 1:02.70  | 13 Q   | 1:02.91          | 13               | Завершив виступ  | Завершив виступ  |
| Дмитро Івануша                                                       | 200 м брасом          | 2:17.54  | 21     | Завершив виступ  | Завершив виступ  | Завершив виступ  | Завершив виступ  |
| Павло Хникін                                                         | 50 м вільним стилем   | 22.91    | 17     | Завершив виступ  | Завершив виступ  | Завершив виступ  | Завершив виступ  |
| Павло Хникін                                                         | 100 м вільним стилем  | 49.69    | 6 Q    | Н/Д              | Н/Д              | 49.65            | 6                |
| Павло Хникін                                                         | 100 м батерфляєм      | 53.25    | 3 Q    | Н/Д              | Н/Д              | 53.58            | 8                |
| Володимир Ніколайчук                                                 | 100 м на спині        | 56.71    | 19     | Завершив виступ  | Завершив виступ  | Завершив виступ  | Завершив виступ  |
| Сергій Сергєєв                                                       | 200 м комплексом      | 2:06.30  | 23     | Завершив виступ  | Завершив виступ  | Завершив виступ  | Завершив виступ  |
| Ігор Снітко                                                          | 400 м вільним стилем  | 3:55.67  | 15 Q   | 3:54.63          | 12               | Завершив виступ  | Завершив виступ  |
| Ігор Снітко                                                          | 1500 м вільним стилем | 15:31.40 | 15     | Завершив виступ  | Завершив виступ  | Завершив виступ  | Завершив виступ  |
| Денис Силантьєв                                                      | 100 м батерфляєм      | 54.33    | 18     | Завершив виступ  | Завершив виступ  | Завершив виступ  | Завершив виступ  |
| Денис Силантьєв                                                      | 200 м батерфляєм      | 1:58.04  | 2 Q    | Н/Д              | Н/Д              | 1:58.37          | 6                |
| Ростислав Сванідзе                                                   | 100 м вільним стилем  | 50.31    | 16 Q   | 50.43            | 14               | Завершив виступ  | Завершив виступ  |
| Юрій Власов                                                          | 50 м вільним стилем   | 22.77    | 12 Q   | 22.82            | 11               | Завершив виступ  | Завершив виступ  |
| Денис Завгородній                                                    | 200 м вільним стилем  | 1:58.67  | 42     | Завершив виступ  | Завершив виступ  | Завершив виступ  | Завершив виступ  |
| Денис Завгородній                                                    | 1500 м вільним стилем | 15:46.79 | 24     | Завершив виступ  | Завершив виступ  | Завершив виступ  | Завершив виступ  |
| Володимир Ніколайчук Олександр Джабурія Денис Силантьєв Павло Хникін | 4 × 100 м комплексом  | 3:42.29  | 9      | Завершили виступ | Завершили виступ | Завершили виступ | Завершили виступ |

Жінки
| Спортсменка         | Дисципліна           | Заплив  | Заплив | Фінал Б          | Фінал Б          | Фінал            | Фінал            |
| Спортсменка         | Дисципліна           | Час     | Місце  | Час              | Місце            | Час              | Місце            |
| ------------------- | -------------------- | ------- | ------ | ---------------- | ---------------- | ---------------- | ---------------- |
| Світлана Бондаренко | 100 м брасом         | 1:09.79 | 7 Q    | Н/Д              | Н/Д              | 1:09.21          | 4                |
| Світлана Бондаренко | 200 м брасом         | 2:32.42 | 16 Q   | DNS              | DNS              | Завершила виступ | Завершила виступ |
| Олена Лапунова      | 200 м вільним стилем | 2:04.07 | 21     | Завершила виступ | Завершила виступ | Завершила виступ | Завершила виступ |
| Олена Лапунова      | 200 м комплексом     | 2:20.76 | 29     | Завершила виступ | Завершила виступ | Завершила виступ | Завершила виступ |
| Наталія Золотухіна  | 100 м батерфляєм     | 1:02.18 | 20     | Завершила виступ | Завершила виступ | Завершила виступ | Завершила виступ |
| Наталія Золотухіна  | 200 м батерфляєм     | 2:16.68 | 20     | Завершила виступ | Завершила виступ | Завершила виступ | Завершила виступ |

## Стрибки у воду
Спортсменів — 6
Чоловіки
| Спортсмени      | Змагання          | Чвертьфінал | Чвертьфінал | Півфінал        | Півфінал        | Півфінал        | Півфінал        | Фінал           | Фінал           | Фінал           | Місце           |
| Спортсмени      | Змагання          | Результат   | Місце       | Результат       | Місце           | Загалом         | Місце           | Результат       | Місце           | Загалом         | Місце           |
| --------------- | ----------------- | ----------- | ----------- | --------------- | --------------- | --------------- | --------------- | --------------- | --------------- | --------------- | --------------- |
| Максим Лапін    | Трамплін, 3 метри | 328.23      | 23          | Завершив виступ | Завершив виступ | Завершив виступ | Завершив виступ | Завершив виступ | Завершив виступ | Завершив виступ | Завершив виступ |
| Олег Янченко    | Вишка, 10 метрів  | 301.92      | 26          | Завершив виступ | Завершив виступ | Завершив виступ | Завершив виступ | Завершив виступ | Завершив виступ | Завершив виступ | Завершив виступ |
| Роман Володьков | Трамплін, 3 метри | 359.85      | 12          | 210.30          | 10              | 570.15          | 12              | 382.83          | 10              | 593.13          | 11              |
| Роман Володьков | Вишка, 10 метрів  | 335.97      | 20          | Завершив виступ | Завершив виступ | Завершив виступ | Завершив виступ | Завершив виступ | Завершив виступ | Завершив виступ | Завершив виступ |

Жінки
| Спортсмени       | Змагання          | Чвертьфінал | Чвертьфінал | Півфінал  | Півфінал | Півфінал | Півфінал | Фінал            | Фінал            | Фінал            | Місце            |
| Спортсмени       | Змагання          | Результат   | Місце       | Результат | Місце    | Загалом  | Місце    | Результат        | Місце            | Загалом          | Місце            |
| ---------------- | ----------------- | ----------- | ----------- | --------- | -------- | -------- | -------- | ---------------- | ---------------- | ---------------- | ---------------- |
| Ірина Піссарєва  | Трамплін, 3 метри | 269.43      | 10          | 211.23    | 7        | 480.66   | 9        | 236.79           | 12               | 448.02           | 12               |
| Світлана Сербіна | Вишка, 10 метрів  | 244.05      | 18          | 165.06    | 7        | 409.11   | 14       | Завершила виступ | Завершила виступ | Завершила виступ | Завершила виступ |
| Олена Жупіна     | Трамплін, 3 метри | 286.47      | 3           | 209.55    | 10       | 496.02   | 5        | 297.72           | 2                | 507.27           | 5                |
| Олена Жупіна     | Вишка, 10 метрів  | 280.11      | 7           | 171.24    | 4        | 451.35   | 6        | 265.77           | 7                | 437.01           | 6                |

## Стрільба з лука
Україну на XXVI літніх Олімпійських іграх 1996 року в Атланті представляли 6 лучників (3 чоловіки і 3 жінки), які вибороли 1 олімпійську медаль. Наймолодша з них — Ліна Герасименко (21 рік 303 дні), найстарший — Олександр Яценко (37 років 249 днів).
Чоловіки
| Спортсмен                                               | Дисципліна             | Попередній раунд | Попередній раунд | Раунд 1/32                                        | Раунд 1/16                     | Раунд 1/8                        | Чверть-фінали             | Півфінали          | За 3-тє місце      | Фінал              | Фінал |
| Спортсмен                                               | Дисципліна             | Результат        | Місце            | Суперник Результат                                | Суперник Результат             | Суперник Результат               | Суперник Результат        | Суперник Результат | Суперник Результат | Суперник Результат | Місце |
| ------------------------------------------------------- | ---------------------- | ---------------- | ---------------- | ------------------------------------------------- | ------------------------------ | -------------------------------- | ------------------------- | ------------------ | ------------------ | ------------------ | ----- |
| Станіслав Забродський                                   | Індивідуальна першість | 664              | 16               | Джубжанг (BHU) Перемога 156-156 (Перестрілка 9-8) | Туовіла (FIN) Перемога 163-142 | Франджіллі (ITA) Поразка 160-170 | Не пройшов                | Не пройшов         | Не пройшов         | Не пройшов         | 13    |
| Валерій Євецький                                        | Індивідуальна першість | 659              | 23               | By (TPE) Перемога 159-156                         | Бісані (ITA) Поразка 152-163   | Не пройшов                       | Не пройшов                | Не пройшов         | Не пройшов         | Не пройшов         | 31    |
| Олександр Яценко                                        | Індивідуальна першість | 649              | 37               | Медвед (SLO) Поразка 150-161                      | Не пройшов                     | Не пройшов                       | Не пройшов                | Не пройшов         | Не пройшов         | Не пройшов         | 57    |
| Валерій Євецький Станіслав Забродський Олександр Яценко | Командна першість      | 1972             | 6                | Н/Д                                               | Н/Д                            | Канада (CAN) Перемога 238-225    | США (USA) Поразка 240-251 | Не пройшли         | Не пройшли         | Не пройшли         | 7     |

Жінки
| Спортсмен                                       | Дисципліна             | Попередній раунд | Попередній раунд | Раунд 1/32                        | Раунд 1/16                   | Раунд 1/8                        | Чверть-фінали                     | Півфінали                         | За 3-тє місце                       | Фінал              | Фінал |
| Спортсмен                                       | Дисципліна             | Результат        | Місце            | Суперник Результат                | Суперник Результат           | Суперник Результат               | Суперник Результат                | Суперник Результат                | Суперник Результат                  | Суперник Результат | Місце |
| ----------------------------------------------- | ---------------------- | ---------------- | ---------------- | --------------------------------- | ---------------------------- | -------------------------------- | --------------------------------- | --------------------------------- | ----------------------------------- | ------------------ | ----- |
| Ліна Герасименко                                | Індивідуальна першість | 673 WR           | 1                | Мбута (KEN) Перемога 156-126      | Ван (CHN) Поразка 152-156    | Не пройшла                       | Не пройшла                        | Не пройшла                        | Не пройшла                          | Не пройшла         | 23    |
| Олена Садовнича                                 | Індивідуальна першість | 663              | 5                | Угьєн (BHU) Перемога 153-126      | Клата (POL) Перемога 158-151 | Новіцька (POL) Перемога 161-158  | Кім Йо Сун (KOR) Перемога 108-105 | Кім Гьон Ук (KOR) Поразка 109-111 | Альтінкайнак (TUR) Перемога 109-102 | Не пройшла         | 3     |
| Наталія Білуха                                  | Індивідуальна першість | 605              | 54               | Аржаннікова (NED) Поразка 141-149 | Не пройшла                   | Не пройшла                       | Не пройшла                        | Не пройшла                        | Не пройшла                          | Не пройшла         | 55    |
| Наталія Білуха Ліна Герасименко Олена Садовнича | Командна першість      | 1941             | 4                | Н/Д                               | Н/Д                          | Індонезія (INA) Перемога 246-208 | Польща (POL) Поразка 235-242      | Не пройшли                        | Не пройшли                          | Не пройшли         | 5     |

## Фехтування
Спортсменів — 6
Чоловіки
| Спортсмен          | Дисципліна           | Раунд 1/64                          | Раунд 1/32                             | Раунд 1/16                           | Чвертьфінал                             | Півфінал         | Фінал            | Місце |
| Спортсмен          | Дисципліна           | Суперник Рахунок                    | Суперник Рахунок                       | Суперник Рахунок                     | Суперник Рахунок                        | Суперник Рахунок | Суперник Рахунок | Місце |
| ------------------ | -------------------- | ----------------------------------- | -------------------------------------- | ------------------------------------ | --------------------------------------- | ---------------- | ---------------- | ----- |
| Олексій Бризгалов  | Індивідуальна рапіра | Кліфф Бауер (USA) Перемога 15-11    | Аллесандро Пуччіні (ITA) Поразка 12-15 | Не пройшов                           | Не пройшов                              | Не пройшов       | Не пройшов       | 31    |
| Сергій Голубицький | Індивідуальна рапіра | Н/Д                                 | Кім Йон Кок (KOR) Перемога 15-4        | Є Чун (CHN) Перемога 15-14           | Леонель Плеонель (FRA) Поразка 13-15    | Не пройшов       | Не пройшов       | 6     |
| Вадим Гутцайт      | Індивідуальна шабля  | Н/Д                                 | Рауль Пейнадор (ESP) Перемога 15-13    | Луїджі Тарантіно (ITA) Перемога 15-9 | Станіслав Поздняков (RUS) Поразка 14-15 | Не пройшов       | Не пройшов       | 6     |
| Володимир Калюжний | Індивідуальна шабля  | Ельхан Маммадов (AZE) Перемога 15-5 | Дем'єн Туя (FRA) Поразка 11-15         | Не пройшов                           | Не пройшов                              | Не пройшов       | Не пройшов       | 24    |

Жінки
| Спортсмен       | Дисципліна          | Раунд 1/64                        | Раунд 1/32                          | Раунд 1/16                                | Чвертьфінал      | Півфінал         | Фінал            | Місце |
| Спортсмен       | Дисципліна          | Суперник Рахунок                  | Суперник Рахунок                    | Суперник Рахунок                          | Суперник Рахунок | Суперник Рахунок | Суперник Рахунок | Місце |
| --------------- | ------------------- | --------------------------------- | ----------------------------------- | ----------------------------------------- | ---------------- | ---------------- | ---------------- | ----- |
| Вікторія Тітова | Індивідуальна шпага | Н/Д                               | Йоанна Якімюк (POL) Перемога 15-4   | Лора Флессель-Коловік (FRA) Поразка 11-15 | Не пройшла       | Не пройшла       | Не пройшла       | 13    |
| Єва Виборнова   | Індивідуальна шпага | Маріетт Шмідт (LUX) Перемога 15-8 | Єва-Марія Іттнер (GER) Поразка 7-15 | Не пройшла                                | Не пройшла       | Не пройшла       | Не пройшла       | 23    |